# Caccia al 13
Caccia al 13 è stato un programma televisivo italiano, trasmesso dal 1978 al 1990 inizialmente dal circuito GPE - Telemond e, in seguito, su Rete 4, sul circuito Euro TV, poi ancora sull'emittente nazionale Rete 4 e infine su Odeon TV.
La trasmissione, dedicata al mondo del calcio, è stata condotta nelle sue prime edizioni da Gianni Rivera, seguito poi da alcuni calciatori ancora in attività come Roberto Bettega, Antonio Cabrini e Giuseppe Dossena. Nelle edizioni prodotte dalla Fininvest, la conduzione passò a Maria Teresa Ruta.

## La trasmissione

### Le edizioni sulle reti locali
Il programma era stato ideato dal redattore di TV Sorrisi e Canzoni Carlo Tumbarello per una serie di emittenti locali che trasmettevano capillarmente la trasmissione su gran parte il territorio nazionale grazie al circuito GPE-Telemond. Le emittenti affiliate erano RTVA Alessandria, Studio Televisivo Padano, Grp Torino, Tivuesse Telesecolo, Video Brescia, Tvm66, Etl Varese, Telegamma5, Antenna Veneta, Televerona, Televenezia, TeleQuattro Trieste, Telefriuli, Tva Televisione delle Alpi, Detra, Teleregione Toscana, Tele Libera Firenze, Tele Aia Perugia, Tele Montecatini, Tele Toscana Nord, Teletruria, Telecolor Tvp, Quinta Rete, Tele Viterbo, Telemarsica, Telemolise, TeleCapri, TeleBarletta, Telenorba, TveTeletna, Video Siracusa, Rtp Messina, Tele Uno Cosenza, TeleRadio 2000, Telespazio Calabria e Tele Scirocco. Il titolo della trasmissione fu suggerito da Maurizio Seymandi, ispirato dal film di Walter Chiari Caccia al 12. Seymandi partecipò alle prime puntate del puntate animando un pupazzo che interagiva con il conduttore, ruolo ricoperto nelle prime edizioni da Gianni Rivera.
La trasmissione era fortemente legata al mondo del calcio ed era composta da interviste ai protagonisti del mondo del calcio e, come suggerito dal titolo, pronostici sulla schedina vincente.
Il programma era collocato in palinsesto nella seconda serata del venerdì, con una replica programmata per il sabato pomeriggio seguente.
Dal 4 gennaio 1982 la trasmissione andò in onda su Rete 4, emittente che andò a sostituire il circuito GPE - Telemond.
Per la stagione 1982/1983, il programma venne acquisito dal neonato circuito televisivo Euro TV, venendo così trasmesso sulle reti affiliate al nuovo network ideato da Calisto Tanzi.

### Il ritorno e le edizioni su Rete 4
Nel 1983 il format fu acquisito e ospitato nuovamente sulle frequenze di Rete 4, all'epoca ancora nell'orbita Mondadori, e condotto da Maria Teresa Ruta dal 14 settembre, sempre nella seconda serata del venerdì. La trasmissione non subì cambiamenti rispetto alle precedenti edizioni ideate per le televisioni locali a parte la conduzione e le presenze fisse della trasmissione in qualità di opinionisti: Marco Tardelli, Giuseppe Dossena e Fulvio Collovati. Inviate dai campi erano Caterina Collovati e Rita Antognoni, moglie di Giancarlo Antognoni.
Il programma fu confermato anche in seguito all'ingresso di Rete 4 nel gruppo Fininvest, avvenuto nel 1984, andando in onda per una seconda stagione avviata il 4 ottobre 1984 e terminata il 13 giugno 1985; durante questa stagione, la trasmissione (e l'intera Rete 4) furono sponsor del Milan e propose come ospite fisso per tutte le puntate Nils Liedholm. Durante questa edizione cambiò giorno di trasmissione, venendo anticipato al giovedì sempre in seconda serata.
Per la stagione successiva è stato sostituito in palinsesto da una nuova trasmissione, Calcissimo.

### Le edizioni su Odeon TV
Nel 1987, in occasione del lancio del circuito Odeon TV, Tumbarelli è tornato a collaborare con Calisto Tanzi riproponendo il format ideato ormai dieci anni prima, stavolta con la conduzione di Giuseppe Dossena e Cristina Parodi e in onda il giovedì sera in seconda serata per lasciare il posto, nella serata del venerdì, ad un'altra trasmissione sportiva, Forza Italia. Il format venne trasmesso per altre tre stagioni, cessando definitivamente nel 1990, interrotto a causa della scomparsa del suo ideatore.